# Boumba-et-Ngoko
Le Boumba-et-Ngoko est un département du Cameroun situé dans la région de l'Est. Son chef-lieu est Yokadouma.

## Organisation territoriale
Le département compte 4 arrondissements et/ou communes:
- Gari-Gombo
- Moloundou
- Salapoumbé
- Yokadouma